# San Policarpo (Eastern Samar)
San Policarpo è una municipalità di quinta classe delle Filippine, situata nella Provincia di Eastern Samar, nella Regione del Visayas Orientale.
San Policarpo è formata da 17 baranggay:
- Alugan
- Bahay
- Bangon
- Barangay No. 1 (Pob.)
- Barangay No. 2 (Pob.)
- Barangay No. 3 (Pob.)
- Barangay No. 4 (Pob.)
- Barangay No. 5 (Pob.)
- Baras (Lipata)
- Binogawan
- Cajagwayan
- Japunan
- Natividad
- Pangpang
- Santa Cruz
- Tabo
- Tan-awan